# Leptostylum itaquaquecetubae
Leptostylum itaquaquecetubae är en tvåvingeart som först beskrevs av Townsend 1929.  Leptostylum itaquaquecetubae ingår i släktet Leptostylum och familjen parasitflugor. Inga underarter finns listade i Catalogue of Life.